# NGC 778
NGC 778 (również PGC 7597 lub UGC 1480) – galaktyka spiralna z poprzeczką znajdująca się w gwiazdozbiorze Trójkąta. Odkrył ją Truman Safford 5 listopada 1866 roku. Niezależnie odkrył ją Édouard Jean-Marie Stephan 17 listopada 1876 roku.